# Lucia Aniello
Lucia Aniello (1983; Italia) es una directora, escritora y productora estadounidense, conocida por su trabajo en Broad City de Comedy Central. Ha dirigido y escrito episodios de Broad City, así como la miniserie Time Travelling Bong y la película Rough Night del 2017.

## Biografía
Aniello nació en Italia y creció en Hadley, Massachusetts, donde sus padres eran dueños de restaurantes italianos, antes de mudarse a Nueva York. En 2004, se graduó de la Universidad de Columbia, donde se especializó en estudios de cine y medios y estudió con el crítico de cine Andrew Sarris. También jugó tenis universitario en Columbia Lions.

## Carrera profesional
Aniello es alumna de Upright Citizens Brigade, un grupo de comedia de improvisación y sketches fundado en 1990 por un grupo de comediantes que incluye a Amy Poehler, productora ejecutiva de Broad City.
Aniello y Paul W. Downs se conocieron en una clase de comedia improvisada de nivel uno de Upright Citizens Brigade, y luego comenzaron a trabajar juntos en una serie de cortos digitales e improvisaciones. Comenzaron su propio sitio web y una compañía de producción de comedia llamada Paulilu Productions. Juntos han estado escribiendo, dirigiendo y actuando en cortos digitales desde 2007. Algunas de sus series web más conocidas incluyen The Diary of Zac Efron y The Real Housewives of South Boston. También coescribió y dirigió el primer comercial de "Dollar Shave Club".
Aniello también conoció a Ilana Glazer a través de la misma clase de Upright Citizens Brigade donde conoció a Downs. Cuando Aniello y Downs comenzaron a hacer cortos digitales y a construir las bases de Paulilu, Glazer y Abbi Jacobson trabajaron en el prototipo de Broad City. Ambos dúos cómicos apoyaron el trabajo del otro, ocasionalmente actuando en los cortos del otro o dirigiéndolos.
Cuando Broad City pasó a la televisión, Glazer y Jacobson le pidieron a Aniello que dirigiera el episodio piloto y eligiera a Downs como Trey, el entrenador y jefe del personaje de Jacobson en el programa. Después de que al piloto le fue bien y el programa fue recogido por Comedy Central, le pidieron a Aniello y Downs que se unieran al grupo de guionistas para el programa. Aunque colectivamente, el grupo era relativamente inexperto y autodidacta, compartían la pasión por una perspectiva feminista de la comedia y atribuyen su éxito a su visión colectiva. Broad City es ampliamente conocida por sus comentarios sociales. El programa es innovador en la forma en que rompe los roles de género, retrata positivamente la sexualidad femenina y el poliamor en la cultura de las relaciones sexuales.
Aniello también cocreó Time Travelling Bong. Su interés en el tema comenzó en la universidad cuando escribió una tesis sobre películas de viajes en el tiempo en la Universidad de Columbia. La película es una comedia sobre dos primos que adquieren un bong que actúa como un dispositivo de viaje en el tiempo.
Aniello dirigió y, con Downs, coescribió la comedia Rough Night, que se estrenó en junio de 2017. Está protagonizada por Scarlett Johansson, Zoe Kravitz, Kate McKinnon, Jillian Bell, Ilana Glazer, Demi Moore, Ty Burrell y Colton Haynes. Durante el tiempo del estreno de la película, Aniello fue la primera mujer en dirigir una comedia clasificada para adultos en casi 20 años.
En 2020, dirigió y fue productora ejecutiva de la serie de Comedy Central Awkwafina Is Nora de Queens, así como de Baby-Sitters Club de Netflix.
Actualmente escribe y dirige en la serie de HBO Max Hacks, por la cual obtuvo dos premios Emmy en 2021, como mejor guion de comedia y mejor dirección de comedia. Más recientemente, Aniello y Paul W. Downs firmaron un acuerdo con Warner Bros. Television.

## Reconocimientos
Aniello ha recibido reconocimiento por su trabajo, incluido "Best of NY Sketch", en el Festival de Comedia de Nueva York de 2010 y "Critic's Pick" de TONY. Su trabajo ha aparecido en el Festival de Comedia Just for Laughs 2011 en Montreal.

## Vida personal
Aniello reside en Los Ángeles con su esposo y compañero de comedia Paul W. Downs, con quien coescribió Rough Night .